# Gangaw Airport
Gangaw Airport är en flygplats i Myanmar.   Den ligger i regionen Magwayregionen, i den centrala delen av landet, 300 km nordväst om huvudstaden Naypyidaw. Gangaw Airport ligger 210 meter över havet.
Terrängen runt Gangaw Airport är platt västerut, men österut är den kuperad. Runt Gangaw Airport är det ganska tätbefolkat, med 65 invånare per kvadratkilometer. I omgivningarna runt Gangaw Airport växer huvudsakligen savannskog.